# Wallfahrtskirche Mentlberg

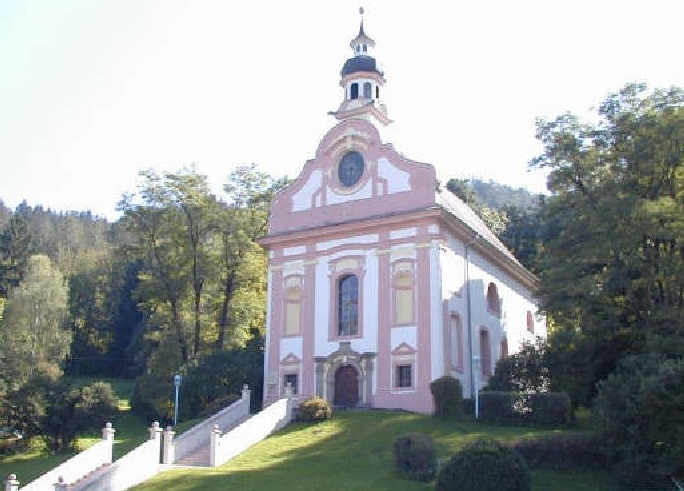
Wallfahrtskirche Mentlberg

Die Kirche des Schlosses Mentlberg (umgangssprachlich Maria auf der Gallwiese) gehört zur Innsbrucker Pfarre Maria am Gestade im Innsbrucker Stadtteil Sieglanger.

## Geschichte
An Stelle der heutigen Kirche  ließ der damalige Eigentümer Ferdinand von Khuepach zu Ried, Zimmerlehen und Haselburg 1622 einen Vorgängerbau mit Einsiedelei errichten. Der Überlieferung zufolge hatte sein Sohn, der kaiserliche Offizier Christoph II. von Khuepach, 1638 während der Rückkehr vom Dreißigjährigen Krieg (1618–1648) auf dem Weg nach Tirol im protestantisch gewordenen Holzheim (bei Neu-Ulm) in der verfallenen Kapelle die Holzplastik einer Pietà gefunden, die er in die Schlosskapelle Mentlberg überführte.
Bald schon wurde das Gnadenbild von Mentlberg zum Ziel einer Wallfahrt. Mit zunehmender Beliebtheit der Pilgerstätte wurde die Schlosskapelle zu klein, was 1769 die Errichtung des heutigen Sakralbaus erforderlich machte. 1769 wurde die Kirche in ihrer heutigen Gestalt nach Plänen des Architekten der Innsbrucker Triumphpforte Konstantin Johann von Walther zu Pfeilsberg errichtet, und am 5. September 1770 von Weihbischof Romedius von Sarnthein zum Gotteshaus geweiht. 1920 wollte der damalige Holzheimer Pfarrer das Bild für seine Kirche zurückkaufen, was ihm jedoch nicht gelang. 1980 ließ der Holzheimer Gemeinderat nach einer Exkursion nach Mentlberg eine originalgetreue Kopie für die Holzheimer Pfarrkirche anfertigen.

## Baukunst

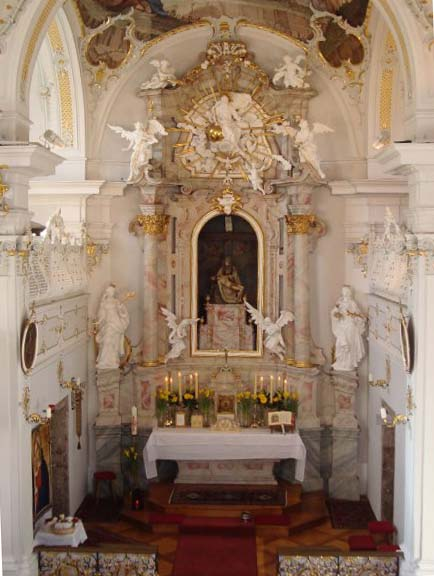
Innenraum: Altar und Pietá (Bildmitte)

Das um 1500 entstandene Gnadenbild thront über dem Altar und ist in eine Nische integriert, die zur 13. Station des Kreuzweges ausgestaltet ist. Diese Nische ist flankiert von den Assistenzfiguren der heiligen Katharina von Alexandrien und der heiligen Barbara. Die Einbindung des Hochaltares, der von Josef Staff stammen dürfte, in den Zyklus des Kreuzweges ist nicht ohne Vorbild, aber doch eine Rarität. Die Deckengemälde stammen von Matthäus Günther, der auch in der Wiltener Pfarrkirche gearbeitet hat. 
Unterhalb der Wandgemälde und seitlich davon sind über 50 Votivbilder angebracht, die vom 18. bis ins 19. Jahrhundert entstanden sind. Sie dokumentieren die Wallfahrtsgeschichte, die sich neben Maria auch an die Sieben heiligen Schläfer gerichtet hat. Diesen ist seitlich vom Aufgang zur Orgelempore im Eingangsbereich der Kirche links eine Grotte gewidmet, die der Wiltener Abt Dominikus Löhr 1668 noch dem Vorgängerbau der heutigen Kirche hatte angliedern lassen. 

## Sonstiges
Die Kirche dient heute vielfach als Hochzeitskirche. Seit einigen Jahren wird sie von der Priesterbruderschaft St. Petrus für Gottesdienste in der außerordentlichen Form des römischen Ritus genutzt.